# Sverres saga
Sverris saga är en kungasaga om kung Sverre Sigurdsson av Norge som regerade 1177–1202. Den är den främsta källan till denna period i Norges historia. 

## Bakgrund
Som förordet berättar är denna saga i sin slutliga form en sammanställning av tidigare skrifter. Arbetet inleddes år 1185 under kungens direkta tillsyn. Det är inte känt när den blev färdigställd, men förmodligen var den väl känd när Snorre Sturlasson på 1220-talet inledde skrivandet av Heimskringla, eftersom Snorre slutar sin berättelse där Sverres saga börjar. Således är sagan samtida eller nästan samtida med händelserna den beskriver. Sagan är uppenbarligen skriven med viss sympati för Sverres sak, men de stränga kraven från kungasagornas genre säkerställer en hög grad av opartiskhet.

## Författarskap och sammanfattning
Den första delen av sagan kallas Grýla och beskriver händelseförloppet fram till efterdyningarna av Sverres första stora seger i Slaget vid Kalvskinnet år 1179. Centralt för denna del är Sverres anspråk på att vara son till kung Sigurd Munn och hans kamp mot rivalen Magnus Erlingsson. Enligt förordet var Grýla skriven av Karl Jónsson från Þingeyrar kloster på Island. Man vet att Karl Jónsson besökte Norge från 1185 till ca 1188. Sverre är tänkt att ha varit Grýlas viktigaste källa och bestämde vad som skulle skrivas. Grýla är skriven i en unik stil som till viss del verkar vara inspirerad av den långa medeltida traditionen med hagiografi.

## Arkeologiska bevis
Sagan berättar hur en av kung Sverres män dödas och kastas i en brunn på Sverresborgen för att förgifta dricksvattnet. Arkeologer fann ett skelett i brunnen som 2024 kunde dateras till tiden för sagan, år 1197. Det är första gången som lämningar efter en specifik person som beskrivs i sagalitteraturen identifierats.